# Tranvía UPV-Lejona-Urbinaga
El Tranvía UPV-Lejona-Urbinaga es un proyecto de línea tranviaria que pretende unir el área metropolitana de Bilbao con el Campus de Lejona de la Universidad del País Vasco, y a la vez comunicará ciertos barrios del municipio de Lejona que están lejos de las estaciones de metro de la localidad. Así mismo, para conectarlo con la Margen Izquierda de la Ría de Bilbao se ha anunciado la construcción de un puente móvil que unirá las estaciones de metro de Leioa y Urbinaga. Desde esta última se extenderá además otra línea tranviaria, el tranvía de Baracaldo.
| Apertura              | ??                       | Operada por | Euskotren Tranbia |
| Estaciones actuales   | -                        |             |                   |
| Última ampliación     | -                        |             |                   |
| Próximas ampliaciones | Fase Lejona-Universidad  |             |                   |
| Longitud total        | 5,662 km.                |             |                   |
| Municipios cubiertos  | Lejona, Erandio y Sestao |             |                   |

La línea de tranvía entre la Universidad del País Vasco, Leioa y Urbinaga está dividida en tres fases.
La primera fase, ya finalizada, consistió en la construcción de los talleres y cocheras necesarios para las unidades de tranvía que darán servicio en la línea. Los edificios de las cocheras y talleres se ubican junto a la estación de Metro de Leioa, en una parcela que el Ayuntamiento cedió a Euskal Trenbide Sarea, encargada de construir la infraestructura.
La segunda fase, proyectada, unirá el Campus de la Universidad del País Vasco (con dos paradas) con la estación de Metro de Leioa, en la Línea 1 del Metro de Bilbao. El tramo contará con un total de 9 paradas y un trayecto de 3,862 km. 
La tercera fase, en periodo de estudio informativo, unirá la estación de Leioa con la de Urbinaga, esta última en la Línea 2 de Metro Bilbao, con 2 paradas y un trayecto de  1,6 km. Discurrirá sobre la Ría de Bilbao, para lo que se construirá un puente móvil para el tranvía, peatones y bicicletas, que conectará las dos márgenes de la Ría del Nervión.
Actualmente solo están construidas las cocheras de Lamiako, y el resto de la línea se encuentra paralizada sin previsión de continuar

## Historia

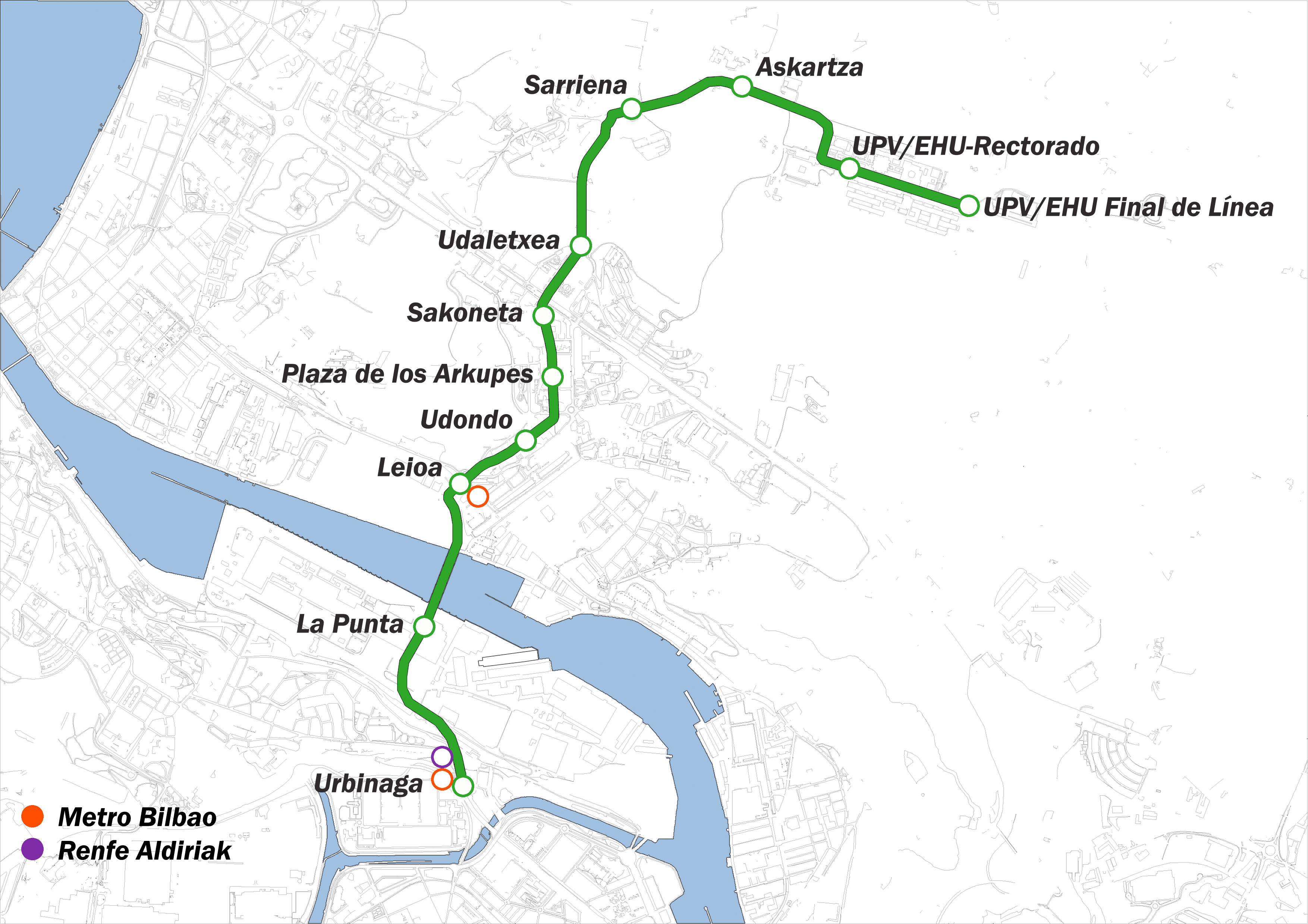
Mapa de red de Euskotren Tranbia en Leioa.

Desde la creación del Campus de la Universidad del País Vasco en la localidad de Lejona, la necesidad de un sistema de transporte público eficaz ha sido una reclamación constante por parte de las autoridades y del propio colectivo universitario.
La implantación de un sistema de tranvía moderno, eficaz y sostenible aspira a ser la solución a la demanda de movilidad del colectivo universitario, por una parte, y del propio municipio de Lejona, cuyo centro urbano se encuentra alejado del sistema metropolitano de ferrocarril.
- El 16 de julio de 2010 comenzó la construcción de los talleres y cocheras del tranvía entre la Universidad del País Vasco, Lejona y Urbinaga.[3] Las mismas finalizaron en 2012,[4] y desde entonces el proyecto está parado.